# Karien van Gennip
Catharina Elisabeth Godefrida (Karien) van Gennip (Leidschendam, 3 oktober 1968) is een voormalig Nederlandse politica namens het CDA. Van 2022 tot 2024 was zij minister van Sociale Zaken en Werkgelegenheid in het kabinet-Rutte IV, en vanaf 2023 tevens vicepremier. Eerder was ze van 2003 tot 2007 staatssecretaris van Economische Zaken in de kabinetten-Balkenende II en III.

## Biografie
Na het behalen van het diploma vwo aan het Aloysius College te Den Haag studeerde Van Gennip aan de Faculteit der Technische Natuurkunde van de Technische Universiteit Delft (diploma Natuurkundig Ingenieur 1993). Haar afstudeeropdracht verrichtte zij in dienst van het ministerie van Welzijn, Volksgezondheid en Cultuur en het Rijksinstituut voor Volksgezondheid en Milieuhygiëne. In 1995 behaalde zij tevens een Master of Business Administration (MBA) aan het European Institute of Business Administration (INSEAD) te Fontainebleau (Frankrijk).
Van Gennip was in 1994 en van 1996 tot 2002 werkzaam bij McKinsey & Company, te Amsterdam en San Francisco. Vanaf september 2002 was zij projectleider reorganisatie bij de Autoriteit Financiële Markten, waar zij in mei 2003 werd benoemd tot directeur. Zij was in 2002-2003 bestuurslid van het CDA in de gemeente Amsterdam.

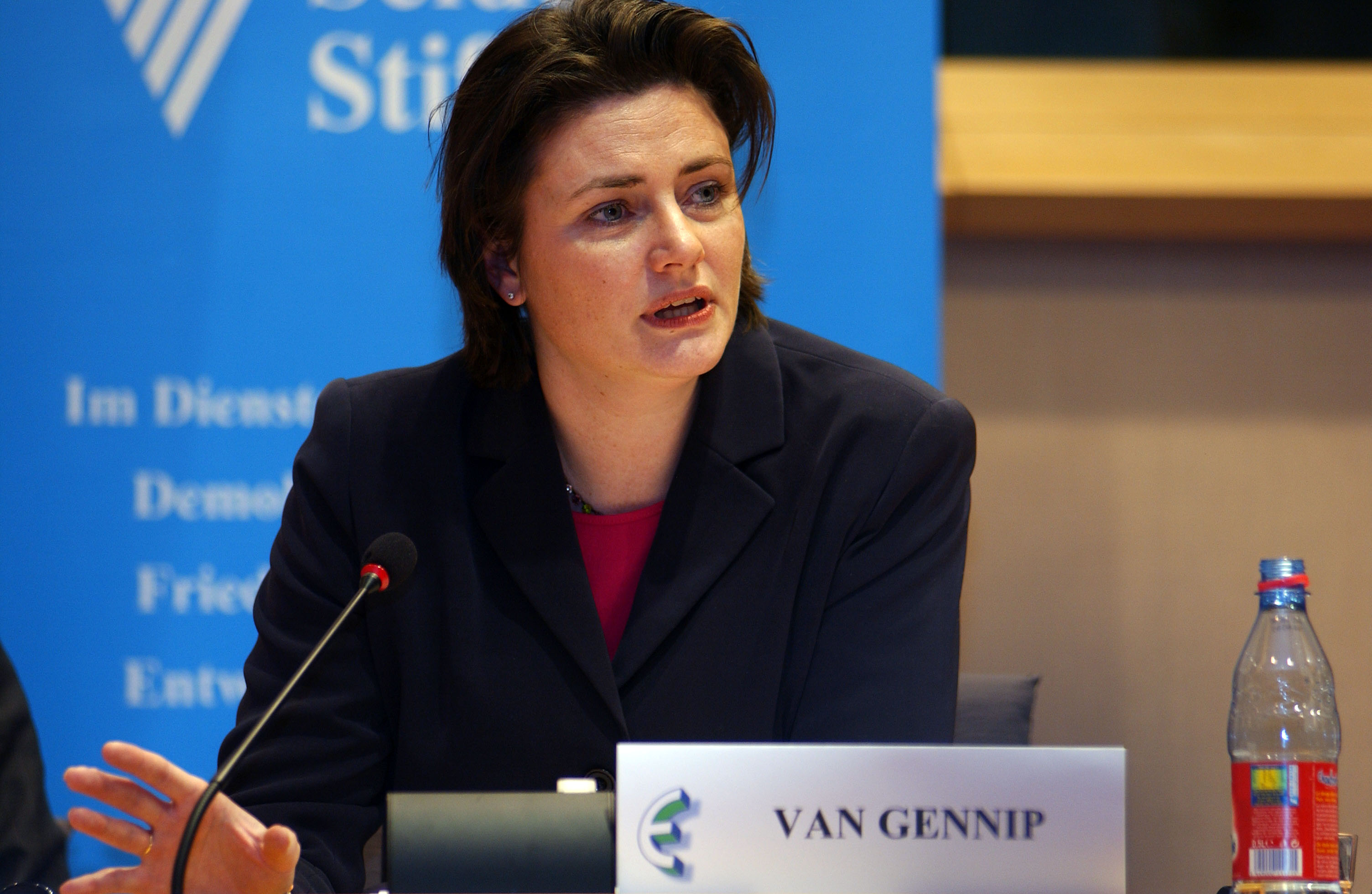
Foto 2004

Van Gennip werd op 27 mei 2003 benoemd tot staatssecretaris van Economische Zaken in het kabinet-Balkenende II. Zij was in 2004 het eerste lid van het kabinet dat zwangerschapsverlof nam en ook de eerste bewindsvrouw in functie die een kind kreeg. Over haar ervaringen als moeder/staatssecretaris schreef zij een column in het weekblad Margriet. Eind 2005 nam Van Gennip nogmaals zwangerschapsverlof op, zij beviel in januari 2006 van een tweeling. In Balkenende IV keerde Van Gennip niet terug in het kabinet. Vanaf 22 november 2006 was zij lid van de Tweede Kamer voor het CDA.
In september 2008 verliet Van Gennip de Tweede Kamer; zij had een functie aanvaard bij ING. In november 2020 werd zij benoemd tot voorzitter van de Raad van Bestuur van VGZ.
Op 10 januari 2022 werd Van Gennip beëdigd als minister van Sociale Zaken en Werkgelegenheid in het kabinet-Rutte IV. Met ingang van 5 september 2023 was Van Gennip een van de vicepremiers, nadat Wopke Hoekstra opstapte als minister. Haar ministerschap duurde tot 2 juli 2024, toen het kabinet-Schoof aantrad.

## Na de politiek
Bij de aandeelhoudersvergadering van 23 april 2025 is Karien van Gennip benoemd tot commissaris bij ASML. Van Gennip is per maart 2025 lid van de Monitoringcommissie Corporate Governance Code , een commissie die door de minister van economische zaken in 2024 in het leven is geroepen. Verder zit ze in het bestuur van het Concertgebouw Orkest.

## Persoonlijk
Van Gennip is een dochter van Jos van Gennip, oud-directeur van het Wetenschappelijk Instituut voor het CDA en ten tijde van haar staatssecretariaat senator. Ze is gehuwd en heeft vier dochters. Ze is rooms-katholiek.

## Wetenswaardigheid
Bij de campagne voor de Tweede Kamerverkiezingen 2006 gebruikte Van Gennip de leus Trots op Nederland, die later in 2007 door Rita Verdonk werd gebruikt als partijnaam.
- Parlement.com: vggf1fmjyay2